# Échantillon démographique permanent
L'échantillon démographique permanent (EDP) est un panel d'individu mis en place en 1967 et permettant d'étudier des comportements démographiques (nuptialité, fécondité, mortalité), les parcours familiaux, la mobilité géographique, professionnelle et sociale en France, les carrières salariales et les niveaux de vie, ainsi que les éventuelles interactions entre ces aspects.
L'EDP juxtapose les informations de fichiers sources relatives aux personnes nées certains jours de l’année (quatre avant 2012, seize ensuite). Il contient des informations issues de cinq sources : 
- les bulletins d'état civil de naissance, de mariage et de décès depuis 1968,
- les recensements de 1968, 1975, 1982, 1990 et 1999 puis les enquêtes annuelles de recensement à partir de 2004,
- le fichier électoral depuis 1967
- le panel "tous salariés" depuis 1967
- les données socio-fiscales depuis 2011 (revenus 2010).